# Adra (Estonia)
Adra – wieś w Estonii, w prowincji Harju, w gminie Harku. Według danych na rok 2011 wieś zamieszkiwało 112 osób, a gęstość zaludnienia wyniosła 10,82 os./km².

## Demografia
Populacja:
| Rok                                       | 2000  | 2011  |
| ----------------------------------------- | ----- | ----- |
| Ludność                                   | 45    | 112   |
| Zmiana liczby ludności w latach 2000–2011 | +8,1% | +8,1% |

Ludność według grup wiekowych na rok 2011:
| Grupa wiekowa                  | 0–17 lat | 18–64 lat | 65+ lat |
| ------------------------------ | -------- | --------- | ------- |
| Liczba osób w danej grupie     | 37       | 59        | 16      |
| Liczba osób w danej grupie w % | 33%      | 52,7%     | 14,3%   |

Struktura płci na rok 2011:
| Płeć                         | Mężczyźni | Kobiety |
| ---------------------------- | --------- | ------- |
| Liczba osób w danej płci     | 47        | 65      |
| Liczba osób w danej płci w % | 42%       | 58%     |

## Klimat
Klimat jest kontynentalny. Średnia temperatura wynosi 3 °C. Najbardziej gorącym miesiącem jest lipiec (17 °C), a najzimniejszym jest styczeń (–12 °C).